# 6610 Burwitz
6610 Burwitz eller 1993 BL3 är en asteroid i huvudbältet som upptäcktes den 28 januari 1993 av de båda japanska astronomerna Takeshi Urata och Akira Natori vid JCPM Yakiimo Station. Den är uppkallad efter astronomen Vadim Burwitz.
Asteroiden har en diameter på ungefär 5 kilometer och den tillhör asteroidgruppen Flora.